# Regé-Jean Page
Pour les articles homonymes, voir Page.
Regé-Jean Page, né en 27 avril 1988 à Londres, est un acteur britannico-zimbabwéen.
Il se fait d'abord remarquer dans les séries télévisées Racines (2016), ou encore For the People (2018-2019), et en 2021 acquiert une forte notoriété internationale grâce à son rôle de Simon Basset, duc de Hastings, dans la première saison de la série télévisée La Chronique des Bridgerton, diffusée depuis le 25 décembre 2020 sur Netflix.

## Biographie
Regererai Page, alias Regé-Jean Page, naît en 1988 à Londres en Angleterre . Son père d'origine britannique est un prédicateur. Sa mère est d'origine zimbabwéenne et travaille en tant qu'infirmière. Il est le troisième enfant d'une fratrie de quatre. Il joue dans un groupe musical punk nommé TUNYA avec son petit frère, Tose.
Bien qu'il naisse à Londres, il passe son enfance à Harare au Zimbabwe, avant de retourner à Londres à l'âge de quatorze ans. Lors d'une interview avec Interview Magazine, en 2016, Regé-Jean Page déclare avoir beaucoup voyagé durant son enfance : « Durant cette période, ma famille était plutôt dispersée — j'ai de la famille en Afrique du Sud, en Australie, en Suède, à la Grenade ou encore en Floride — vous faites donc des arrêts fréquents et vous développez de nombreuses perspectives. »
Résidant à Londres, Regé-Jean Page commence des cours de comédie comme « passe-temps », déclarant : « Je suis allé dans une école qui donnait des cours le samedi, où l'on faisait une heure de danse, une heure de théâtre et une heure de chant. C'est essentiellement une garderie. » C'est notamment après son entrée au National Youth Theatre qu'il considère le théâtre comme une passion. Après deux ans d'auditions, Regé-Jean Page est accepté au Drama Centre London (en), où il obtient son diplôme en 2013.

## Carrière

### Les débuts: rôles récurrents et petit rôles à la télévision (2004-2018)
En 2004, Regé-Jean Page commence à apparaître à l'écran dans le court métrage Troublemaker de Laura Baylem, où il interprète le rôle de Jayu, puis apparaît l'année suivante dans un épisode de la saison 20 de la série télévisée britannique Casualty diffusée sur BBC One.
Après une pause de six ans, qu'il passe à voyager et étudier,, Regé-Jean Page commence en 2011, sa carrière d'acteur pour de bon sur les planches dans la pièce de théâtre Our Days of Rage, une mise en scène de Paul Roseby. La même année, il fait une apparition dans Harry Potter et les Reliques de la Mort, partie 1, en tant que figurant lors du mariage de Bill Weasley et Fleur Delacour.
En 2013, fraîchement diplômé de la Drama Centre London (en), il monte pour la seconde fois sur les planches dans la pièce de théâtre The History Boys. Il interprète également cette année le rôle de Dean dans deux épisodes de la série télévisée Fresh Meat.
L'année 2015 le voit apparaître dans son premier rôle récurrent dans la série dramatique télévisée britannique populaire Waterloo Road (en). Il joue le rôle de Guy Braxton dans la saison 10.
Regé-Jean Page rejoint en 2016 la distribution de la mini-série Racines, diffusée du 30 mai au 2 juin 2016 sur History. C'est un remake de la mini-série du même nom datant de 1977. La série et la performance de Regé-Jean reçoivent un excellent accueil de la critique. La même année, il joue dans le pilot de la série télévisée Spark.

### La révélation: passage aux têtes d'affiches et révélation internationale (depuis 2018)
En 2018, il est annoncé que l'acteur interprétera le rôle principal du procureur Leonard Knox aux côtés de Britt Robertson dans la série télévisée For the People produite par Shonda Rhimes. La série est diffusée aux États-Unis entre le 13 mars 2018 et le 16 mai 2019 sur le réseau ABC et sur Canal+ en France.
La même année, il apparaît au cinéma pour la première fois avec le film Mortal Engines réalisé par Christian Rivers, où on le voit interpréter le Capitaine Madzimoyo Khora, pilote anti-tractionniste.
En 2019, il décroche le rôle principal de Simon Basset, le Duc de Hastings, aux côtés de Phoebe Dynevor dans la série télévisée La Chronique des Bridgerton, basée sur la série de livres du même titre de Julia Quinn. Produite de nouveau par Shonda Rhimes, la série se déroule dans la haute-société londonienne lors de la Régence anglaise. La Chronique de Bridgerton est mise en ligne mondialement depuis le 25 décembre 2020 sur Netflix.
La série devient un succès à travers le monde et recueille de nombreux avis positifs et la carrière de Regé-Jean Page connaît une forte lancée internationale. Malgré son succès, l'acteur décide de ne pas renouveler son contrat pour apparaître dans la seconde saison.
En février 2021, il est annoncé que l'acteur va présenter un épisode de Saturday Night Live, une émission de divertissement populaire à sketchs hebdomadaire américaine, qui sera le 20 février 2021 sur NBC. Le même mois, Regé-Jean Page rejoint le casting de la nouvelle adaptation cinématographique de Donjons et Dragons, le jeu du même nom auprès des acteurs Hugh Grant, Chris Pine, Michelle Rodriguez et Justice Smith.
Le mois suivant, en mars 2021, l'acteur est annoncé au casting du prochain film de Anthony et Joe Russo, The Gray Man. Il rejoint donc les acteurs Ryan Gosling, Chris Evans ou encore Ana de Armas.
Toujours en 2021, Regé-Jean Page est annoncé comme le nouveau Simon Templar dans une nouvelle adaptation au cinéma. Mais on ignore quelle suite les studios Paramount donneront car ils n'évoquent plus le projet. Regé-Jean Page est également régulièrement évoqué comme potentiel successeur de Daniel Craig dans le rôle de James Bond.

## Théâtre
- 2011 : Our Days of Rage, mise en scène de Paul Roseby, The Old Vic Tunnels (en), Londres : Sgt Tariq Aqbaal
- 2013 : The History Boys, mise en scène de Michael Longhurst, Crucible Theatre, Sheffield : Crowther
- 2015 : Le Marchand de Venise (The Merchant of Venice), mise en scène de Jonathan Munby, Théâtre du Globe, Londres : Solanio

## Filmographie

### Cinéma

#### Longs métrages
- 2011 : Harry Potter et les Reliques de la Mort, partie 1 (Harry Potter and the Deathly Hallows: Part 1) de David Yates : Un invité au mariage (un figurant)[8]
- 2015 : Survivor de James McTeigue : Robert Purvell
- 2016 : The Merchant of Venice de Robin Lough et Jonathan Munby : Solanio
- 2018 : Mortal Engines de Christian Rivers : Capitaine Madzimoyo Khora, pilote anti-tractionniste
- 2020 : Sylvie's Love (en) de Eugene Ashe : Chico Sweetney
- 2022 : The Gray Man d'Anthony et Joe Russo : Denny Carmichael
- 2023 : Donjons et Dragons : L'Honneur des voleurs (Dungeons & Dragons: Honor Among Thieves) de Jonathan Goldstein et John Francis Daley : Xenk Yendar
- 2025 : The Insider (Black Bag) de Steven Soderbergh : colonel James Stokes

#### Courts métrages
- 2004 : Troublemaker de Laura Baylem : Jayu
- 2016 : Second Summer of Love de Pablo Fuentes : Rupert

### Télévision

#### Téléfilms
- 2014 : Space Ark de James De Frond
- 2020 : Cinderella: A Comic Relief Pantomime for Christmas de Matt Lipsey : Le prince charmant (téléfilm en direct durant le confinement)[29]

#### Séries télévisées
- 2005 : Casualty de Jeremy Brock et Paul Unwin : Daniel Kimpton (saison 20, épisode 9)
- 2013 : Fresh Meat de Jesse Armstrong et Sam Bain (en) : Dean (saison 3, épisodes 7 et 8)
- 2015 : Waterloo Road (en) de Ann McManus et Maureen Chadwick : Guy Braxton (rôle récurrent - saison 10 ; 8 épisodes)
- 2016 : Racines (Roots) de Mario Van Peebles (mini-série) : Georges "Chicken" George (rôle récurrent - épisodes 3 et 4)
- 2016 : Spark de Michael Cooney : Alex Lavelle (rôle principal - 1 épisode)
- 2018-2019 : For the People de Paul William Davies : Leonard Knox (rôle récurrent - 20 épisodes)
- 2020 : La Chronique des Bridgerton (Bridgerton) de Chris Van Dusen (en) : Simon Basset, le Duc de Hastings (rôle principal - saison 1, 8 épisodes)

## Distinctions
| Année | Événement                               | Catégorie                                                  | Production                  | Résultat   |
| ----- | --------------------------------------- | ---------------------------------------------------------- | --------------------------- | ---------- |
| 2017  | NAMIC Vision Awards                     | Meilleure performance dans une série télévisée dramatique  | Racines                     | Nomination |
| 2021  | Satellite Awards                        | Meilleur acteur dans une série télévisée dramatique        | La Chronique des Bridgerton | Nomination |
| 2021  | NAACP Image Awards                      | Meilleur acteur dans une série dramatique (en)             | La Chronique des Bridgerton | Lauréat    |
| 2021  | Screen Actors Guild Awards              | Meilleure distribution pour une série télévisée dramatique | La Chronique des Bridgerton | Nomination |
| 2021  | Screen Actors Guild Awards              | Meilleur acteur dans une série télévisée dramatique        | La Chronique des Bridgerton | Nomination |
| 2021  | Hollywood Critics Association TV Awards | Meilleur acteur dans une série télévisée dramatique        | La Chronique des Bridgerton | En attente |
| 2021  | MTV Movie & TV Awards                   | Meilleure performance exceptionnelle                       | La Chronique des Bridgerton | Lauréat    |
| 2021  | MTV Movie & TV Awards                   | Meilleur baiser (avec Phoebe Dynevor)                      | La Chronique des Bridgerton | Nomination |
| 2021  | Black Reel Awards                       | Meilleur acteur dans une série télévisée dramatique        | La Chronique des Bridgerton | En attente |
| 2021  | Black Reel Awards                       | Meilleur invité dans une comédie télévisée                 | Saturday Night Live         | En attente |
| 2021  | Gold Derby TV Awards                    | Interprète de l'année                                      | Lui-même                    | En attente |
| 2021  | IMDb STARmeter Awards                   | Star de l'année 2021                                       | Lui-même                    | Nomination |
| 2021  | Primetime Emmy Awards                   | Meilleur acteur dans une série télévisée dramatique        | La Chronique des Bridgerton | En attente |

## Voix françaises
En France, Eilias Changuel est la voix régulière de Regé-Jean Page.
- Eilias Changuel[30] dans :
  - For the People (série télévisée)
  - La Chronique des Bridgerton (série télévisée)
  - The Gray Man
  - Donjons et Dragons : L'Honneur des voleurs
  - The Insider

Et aussi
- Thibaut Belfodil dans Mortal Engines
- Sébastien Ossard dans Survivor[30]
- Namakan Koné dans Racines[30] (mini-série)